# Curruca
Curruca és un gènere d'ocells de la família dels sílvids (Sylviidae). Segons la classificació del Congrés Ornitològic Internacional (versió 13.2, 2023) aquest gènere conté 25 espècies:
- tallarol esparverenc (Curruca nisoria).
- tallarol de Layard (Curruca layardi).
- tallarol de collar (Curruca boehmi).
- tallarol de cul castany (Curruca subcoerulea).
- tallarol xerraire (Curruca curruca).
  - tallarol de Hume (Curruca curruca althaea).
  - tallarol del desert (Curruca curruca minula).
- tallarol bru (Curruca lugens).
- tallarol del Iemen (Curruca buryi).
- tallarol d'Aràbia (Curruca leucomelaena).
- tallarol emmascarat occidental (Curruca hortensis).
- tallarol emmascarat oriental (Curruca crassirostris).
- tallareta del desert africana (Curruca deserti).
- tallareta del desert asiàtica (Curruca nana).
- tallareta de l'Atles (Curruca deserticola).
- tallarol de Ménétries (Curruca mystacea).
- tallarol de Rüppell (Curruca ruppeli).
- tallarol de Xipre (Curruca melanothorax).
- tallarol capnegre (Curruca melanocephala).
- tallarol de garriga occidental (Curruca iberiae).
- tallarol de Moltoni (Curruca subalpina).
- tallarol de garriga oriental (Curruca cantillans).
- tallareta comuna (Curruca communis).
- tallarol trencamates (Curruca conspicillata).
- tallareta sarda (Curruca sarda).
- tallareta cuallarga (Curruca undata).
- tallareta balear (Curruca balearica).